# Pericrocotus cantonensis
A Pericrocotus cantonensis a madarak osztályának verébalakúak (Passeriformes) rendjébe és a tüskésfarúfélék (Campephagidae) családjába tartozó faj.

## Rendszerezése
A fajt Robert Swinhoe brit zoológus írta le 1861-ben.

## Előfordulása
Délkelet-Ázsiában, Kambodzsa, Kína, Hongkong, Laosz, Mianmar, Thaiföld és Vietnám területén honos. 
Természetes élőhelyei a mérsékelt övi erdők, szubtrópusi vagy trópusi síkvidéki esőerdők és szavannák. Vonuló faj.

## Megjelenése
Testhossza 19 centiméter.

## Természetvédelmi helyzete
Az elterjedési területe nagyon nagy, egyedszáma ugyan csökken, de még nem éri el a kritikus szintet. A Természetvédelmi Világszövetség Vörös listáján nem fenyegetett fajként szerepel.